# Aibga
Aibga (rusky Аибга; abchazsky А́ибӷа) je hora na jihu Ruska.
Hora se nachází přibližně 5 km jihovýchodně od zimního sportovního střediska Krasnaja Poljana v západokavkazském Krasnodarském kraji. Hřeben obtéká řeka Mzymta. S výškou 2509 metrů nad mořem je Aibga nejvyšší horou Sočského národního parku.